# Theodor Loos
Theodor Loos (18 de mayo de 1883-27 de junio de 1954) fue un actor teatral y cinematográfico alemán.

## Biografía
Su nombre completo era Theodor August Konrad Loos, y nació en Zwingenberg, Alemania. Hijo de un relojero y fabricante de instrumentos, dejó prematuramente los estudios secundarios y durante tres años trabajó en una empresa de exportación de instrumentos musicales de Leipzig, trabajando después para su tío, un marchante de arte de Berlín. Sin embargo, a pesar de todas esas actividades, él decidió hacerse actor.
Sus compromisos teatrales le llevaron a actuar en Leipzig, Danzig y Fráncfort del Meno, y después en Berlín, donde entre 1912 y 1945 trabajó para diferentes teatros. 
A partir de 1913 también actuó en el cine, participando en más de 170 películas, inicialmente del período del cine mudo. Su debut cinematográfico tuvo lugar en el film Das goldene Bett. En los años 1930 actuaba en obras teatrales clásicas, participando en más de 400 representaciones de Peer Gynt. 
Durante el Tercer Reich Loos fue miembro del consejo asesor del presidente del Reichsfilmkammer, y en 1942 trabajó como directivo de la red radiofónica Großdeutscher Rundfunk. Además, formó parte de la junta de la Goebbels-Stiftung für Kulturschaffende, y en agosto de 1944 fue incluido por Joseph Goebbels en la Gottbegnadeten-Liste por su contribución a la cinematografía de propaganda del Nacionalsocialismo.
Tras finalizar la Segunda Guerra Mundial, Loos volvió al teatro, y a partir de agosto de 1949 fue miembro de la Ópera Estatal de Stuttgart. 
Theodor Loos falleció en Stuttgart, Alemania, en 1954. Había tenido dos hijos, ambos fallecidos en la Segunda Guerra Mundial.

## Filmografía
| - 1913: Das goldene Bett - 1913: Die Eisbraut - 1916: Die grüne Phiole - 1916: Das Wunder der Madonna - 1916: Homunculus - 1917: Es werde Licht! - 1917: Christa Hartungen - 1920: Steuermann Holk - 1920: Nachtgestalten - 1921: Lady Hamilton - 1922: Othello - 1923: Friedrich Schiller - 1924: Los nibelungos - 1926: Metrópolis - 1926: Manon Lescaut - 1927: Luther – Ein Film der deutschen Reformation - 1927: Bigamie - 1927: Die Weber - 1927: Königin Luise - 1928: Heimkehr - 1929: Atlantik = 1929: Napoleon auf St. Helena - 1929: Ludwig der Zweite, König von Bayern - 1930: Zwei Menschen - 1930: Ariane - 1930: Das Flötenkonzert von Sans-souci - 1930: 1914, die letzten Tage vor dem Weltbrand - 1931: Die andere Seite - 1931: Yorck - 1931: M | - 1932: Grün ist die Heide - 1933: El testamento del Dr. Mabuse - 1933: Spione am Werk - 1933: Ein gewisser Herr Gran - 1934: Der alte und der junge König - 1935: Das Mädchen Johanna - 1935: Der Student von Prag - 1936: Weiße Sklaven - 1936: Schlußakkord - 1936: Verräter - 1937: Die gläserne Kugel - 1938: Der Maulkorb - 1938: Kameraden auf See - 1939: Robert Koch, der Bekämpfer des Todes - 1940: Falschmünzer - 1940: Kora Terry - 1940: El judío Süß - 1942: Rembrandt - 1942: Andreas Schlüter - 1943: Gabriela Dambrone - 1943: Titanic - 1944: Philharmoniker - 1945: Der Fall Molander - 1947: Der Millionär - 1949: Mordprozeß Dr. Jordan - 1953: Sterne über Colombo - 1954: Rosen aus dem Süden |

## Premios y honores
- 1933: Nombramiento de Staatsschauspieler
- 1954: Gran Cruz de la Orden del Mérito de la República Federal de Alemania